# Джимми-Голливуд
«Джимми-Голливуд» (англ. Jimmy Hollywood) — кинофильм режиссёра Барри Левинсона, вышедший на экраны в 1994 году.

## Сюжет
Джимми Альто, бывший когда-то коммивояжёром в Нью-Джерси, уже несколько лет живёт в Голливуде и мечтает сниматься в кино. Поклонник Марлона Брандо, он в ожидании приглашений на съёмки гуляет по улицам со своим другом Уильямом. Постепенно, видя всё возрастающую преступность в городе, Джимми вместе с другом берут на себя роль мстителей и охранников города. Несмотря на мизерные результаты, это помогает герою самоутвердиться, так как о нём наконец начинают говорить все.

## Актёры
- Джо Пеши — Джимми Альто
- Кристиан Слейтер — Уильям
- Виктория Абриль — Лоррейн де ла Пенья
- Джейсон Бех — детектив
- Джон Котран — детектив
- Харрисон Форд — камео